# Zāyegān
Zāyegān (persiska: زايگان) är en ort i Iran.   Den ligger i provinsen Teheran, i den norra delen av landet, 30 km norr om huvudstaden Teheran. Zāyegān ligger 2 230 meter över havet och antalet invånare är 425.
Terrängen runt Zāyegān är bergig norrut, men söderut är den kuperad. Zāyegān ligger nere i en dal. Runt Zāyegān är det glesbefolkat, med 19 invånare per kvadratkilometer. Närmaste större samhälle är Fasham, 7,1 km sydväst om Zāyegān. Trakten runt Zāyegān består i huvudsak av gräsmarker.